# Sergipe
Sergipe és el més petit dels 27 estats del Brasil. Està localitzat a la regió Nord-est i té com a límits Alagoas (Nord), l'oceà Atlàntic (Est) i Bahia (Sud i Oest). Ocupa una àrea de 22.050,4 km².

## Història
En 1575, els jesuïtes van intentar colonitzar les terres de l'actual estat de Sergipe, però fins a 1590 els indígenes no van ser derrotats definitivament per Cristóvão de Barros, fundador del fort i del poble de São Cristóvão. Entre 1637 i 1645, Sergipe va estar sota el domini dels holandesos, període en el qual la seva economia va ser bastant perjudicada. Amb la recuperació de les terres per part dels portuguesos, es va desenvolupar la cultura de canya de sucre i la ramaderia.
En 1820, es va fer una capitania autònoma, separada de Bahia. Amb la independència del Brasil, Sergipe va ser transformat en província de l'Imperi. Durant el segle xix, les plantacions de cotó van passar a tenir important paper en l'economia. En 1855, la capital va ser transferida de São Cristóvão al poble d'Aracaju.
En la segona meitat del segle xix, els escriptors Tobias Barreto i Sílvio Romero van projectar l'estat en el panorama cultural del país.

## Geografia
Tal com gairebé tots els estats de la Regió Nord-èst, l'interior de Sergipe és gairebé totalment cobert per la caatinga, la vegetació del semiàrid brasiler. El litoral és caracteritzat per la presència de manglars i platges de sorra. Una petita extensió de selva tropical acompanya una part de la costa. El riu São Francisco forma el límit nord de l'estat i rep les aigües de part dels rius del nord i est de l'estat.
A la meitat sud de l'estat hi ha petits rius que flueixen cap a l'oceà Atlàntic. El més extens és el riu Irapiranga (també anomenat riu Vaza-Barris). Altres rius importants són el Sergipe, el Japaratuba, el Piauí i el Real.
El clima és tropical, més humit al litoral i semiàrid al sertão. La superfície de l'estat s'assembla en part al de Bahia, amb una faixa de terra coberta amb boscos prop de la costa, i al seu darrere una zona més alta, anomenat agreste. Aproximadament el 85% del territori està per sota dels 300 m d'altitud, amb predomini de terres planes o lleugerament muntanyoses.

## Economia

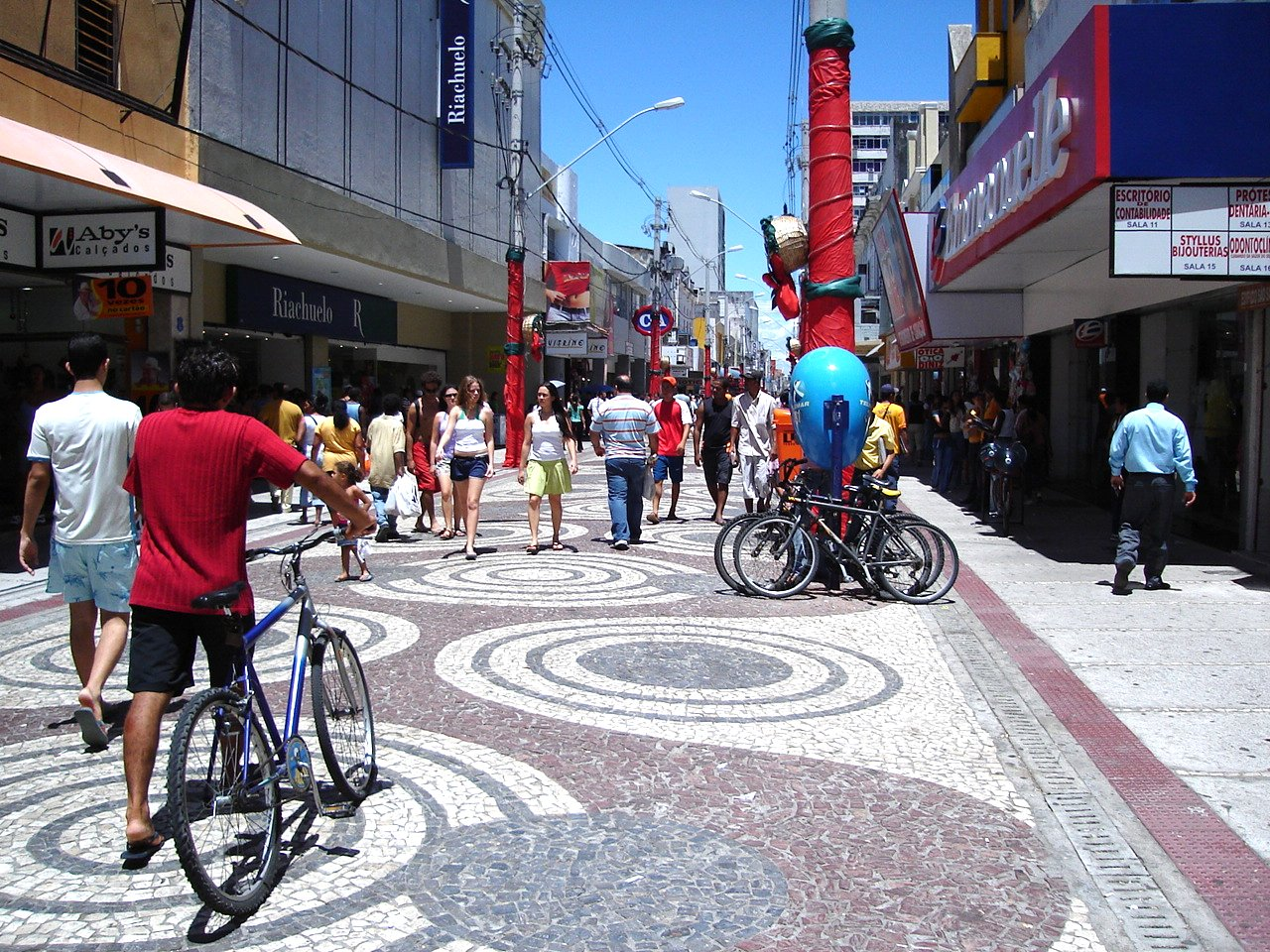
Carrer de comerç en Aracaju, capital de Sergipe.

### Teixit productiu
L'economia de Sergipe es basa principalment en el cultiu de canya de sucre. Les seves extenses plantacions, beneficiades per un sòl fèrtil, produeixen més d'1,4 milions de tones de sucre per any. A més de la canya, són conreats la tapioca (617 400 t. per any), la taronja (14,4 milions de fruits) i el coco. Al contrari de molts estats brasilers, la ramaderia no és molt important.
Existeix una petita indústria d'artefactes de cuir. El comerç més important és el de la capital, Aracaju. El govern brasiler ha ampliat l'explotació de petroli i gas natural en l'estat.

### Turisme

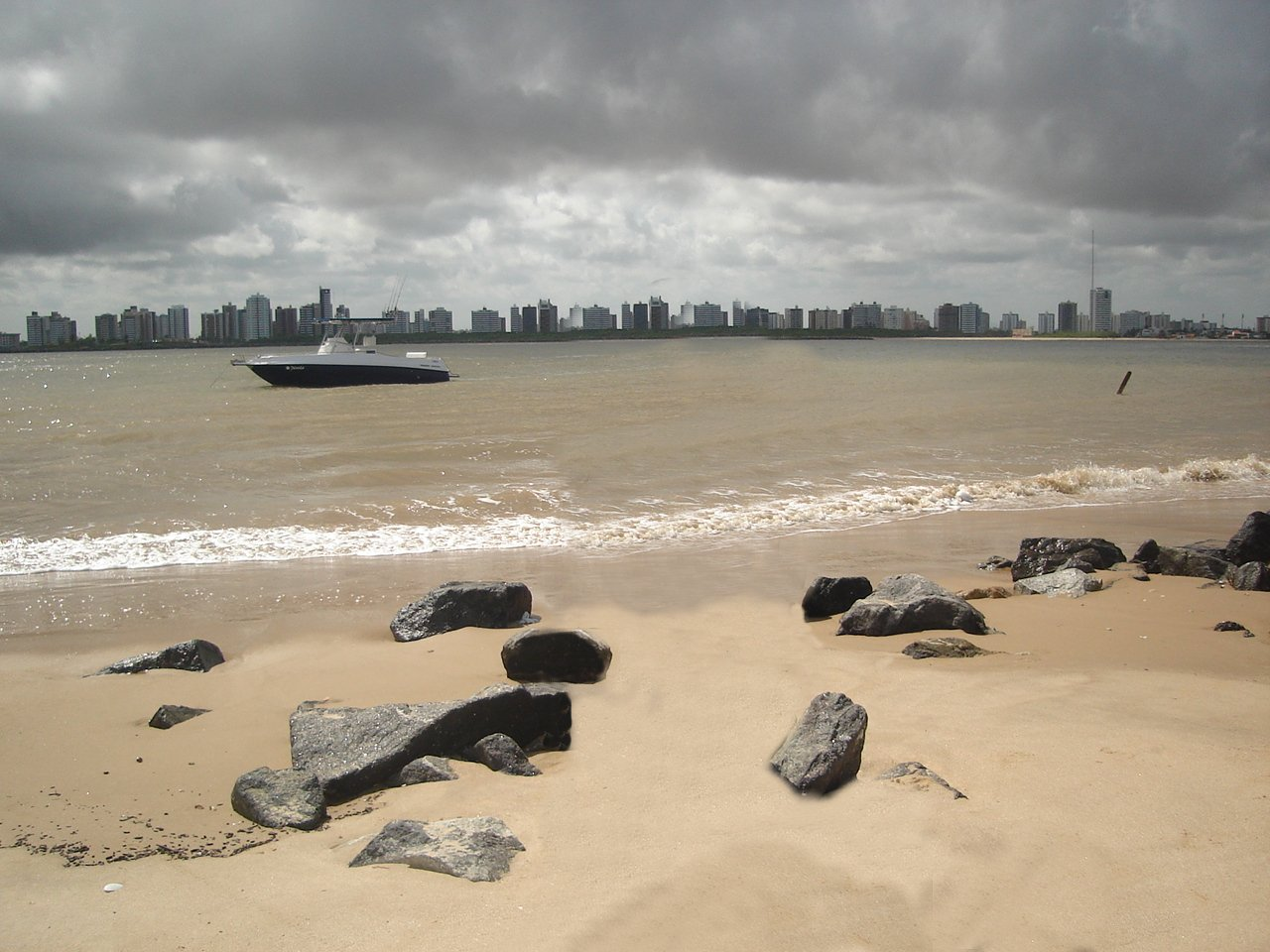
Aracaju vista a partir de la ciutat de Barra dos Coqueiros.

Malgrat no tenir tanta divulgació com els estats de Bahia i Pernambuco per exemple, així i tot hi ha diversos atractius turístics en l'estat, especialment en el seu litoral. La capital, Aracaju, destaca per les seves platges, com a Platja de Atalaia, i també les ciutats veïnes. Una d'elles és Pirambu, 30 km al nord d'Aracaju i que compta amb una base de preservació de tortugues marines. Una altra és l'antiga capital São Cristóvão, fundada el 1590. Finalment, la ciutat històrica de Laranjeiras, situada 23 km a l'oest d'Aracaju.
Hi ha també excursions amb catamarà que permeten conèixer el Riu São Francisco, que fa de frontera amb l'estat d'Alagoas.